# Saint John (Dominica)
Saint John is een parish van de eilandstaat Dominica. De plaats Portsmouth bevindt zich in de parish. Het ligt ongeveer 32 km ten noorden van de hoofdstad Roseau.

## Geschiedenis
Portsmouth, de belangrijkste plaats in de parish, was in 1765 uitgeroepen tot hoofdstad, maar na een uitbraak van malaria werd de hoofdstad in 1768 verplaatst naar Roseau. In de parish bevindt zich het Cabrits National Park met Fort Shirley.

## Fort Shirley
Fort Shirley was in 1765 gebouwd op een vulkanische krater ter bescherming tegen Franse aanvallen. In 1802 vond in het fort een opstand plaats van het 8e West India Regiment dat bestond uit Afrikaanse soldaten die niet terug wilden keren naar de plantages. In 2015 werd het fort op de kandidaatslijst voor het werelderfgoed geplaatst.

## Cold Soufrière
Bij de vulkaan Morne aux Diables bevindt zich de Cold Soufriere, bubbelende meren met een zwavellucht. De meren zijn echter niet heet, maar koud met een temperatuur tussen de 23.5°C en 28°C. De 17 kleine meertjes bevinden zich in een oude vulkaankrater op een hoogte van ongeveer 450 meter, en hebben een zuurgraad vergelijkbaar met azijn.

## Toucarie
Toucarie is een vissersdorp aan de Douglas Bay en ligt ongeveer 6 km ten noorden van Portsmouth. In het begin van de 18e eeuw werd door Franse missionarissen een kapel gesticht, en het dorp werd Le Trou Quarre genoemd wat later verbasterd is tot Toucarie. De zee bij het strand wordt veel gebruikt door duikers vanwege de koraalrifen en een scheepswrak dat naar verluidt ene Duits schip uit de Eerste Wereldoorlog is. Hydrothermale bronnen veroorzaken bubbels in het water. In 2011 telde Toucarie 63 inwoners.

## Dorpen
Portsmouth is de grootste plaats met 4.167 inwoners en daarmee het tweede grootste van het land. Andere dorpen zijn:
- Bell Hall/Tantan
- Bornes (Bourne)
- Capucin
- Clifton
- Cottage
- Lagoon
- Toucarie

## Galerij

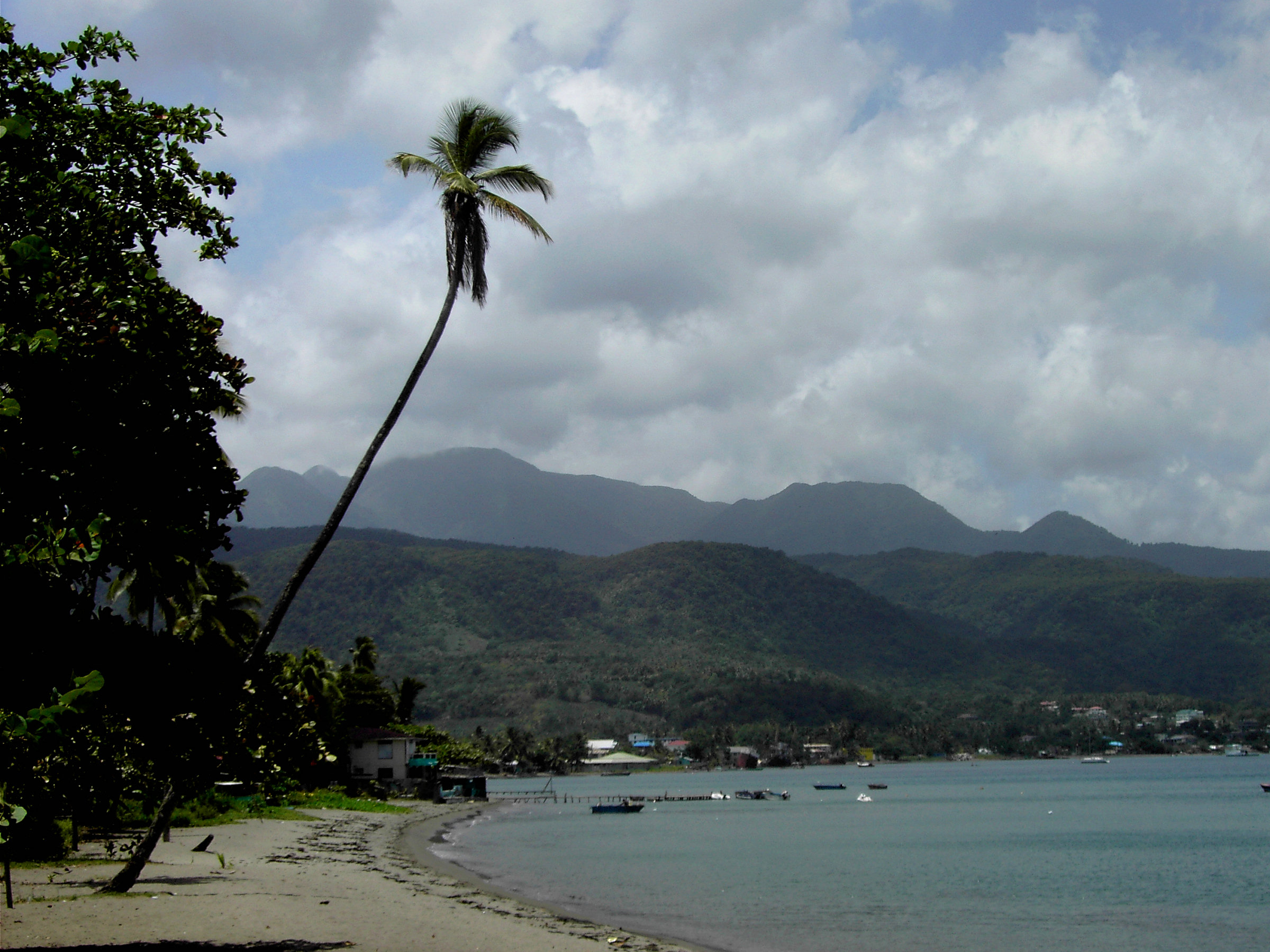
Prince Rupert Bay, bij Portsmouth
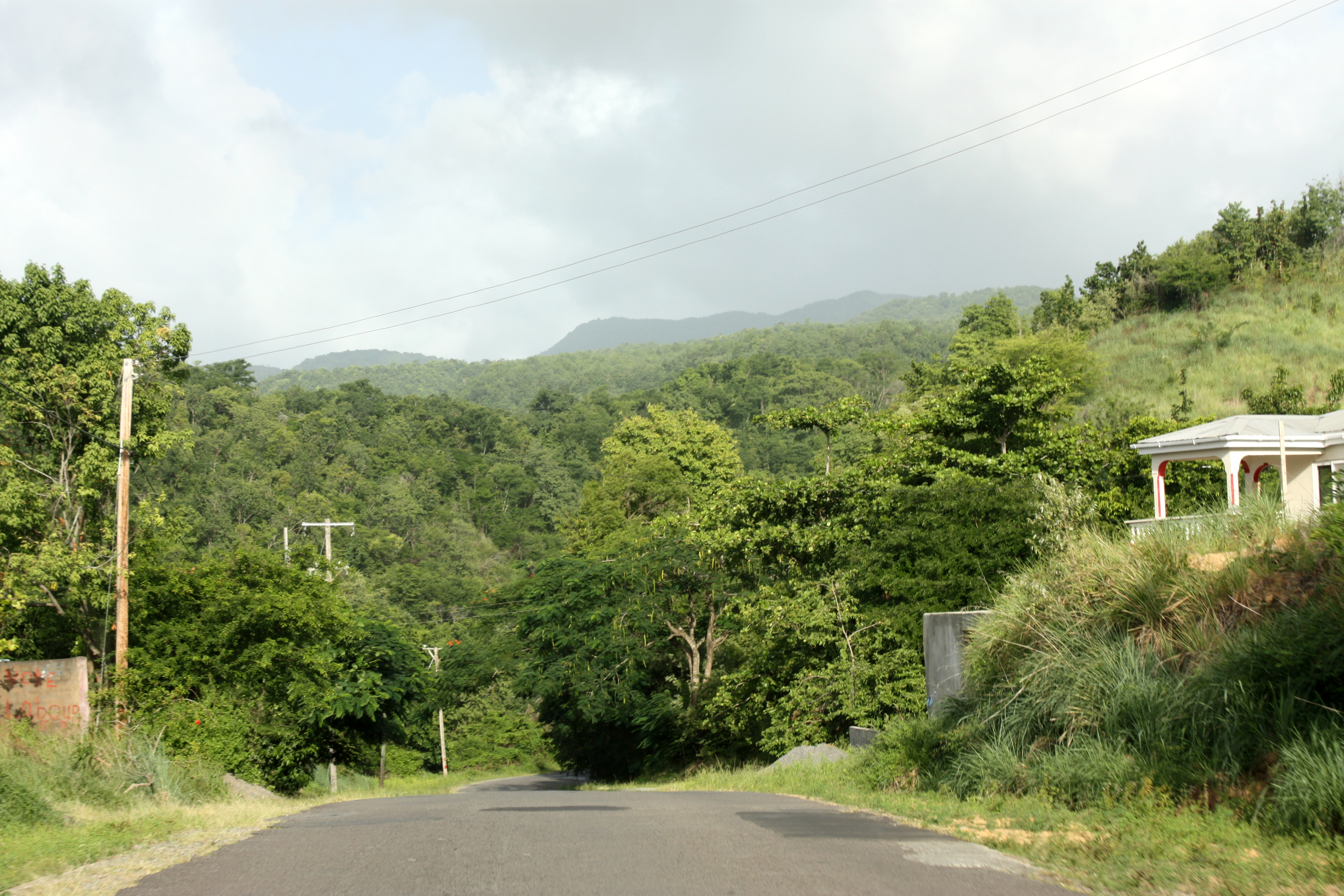
Weg door het oerwoud
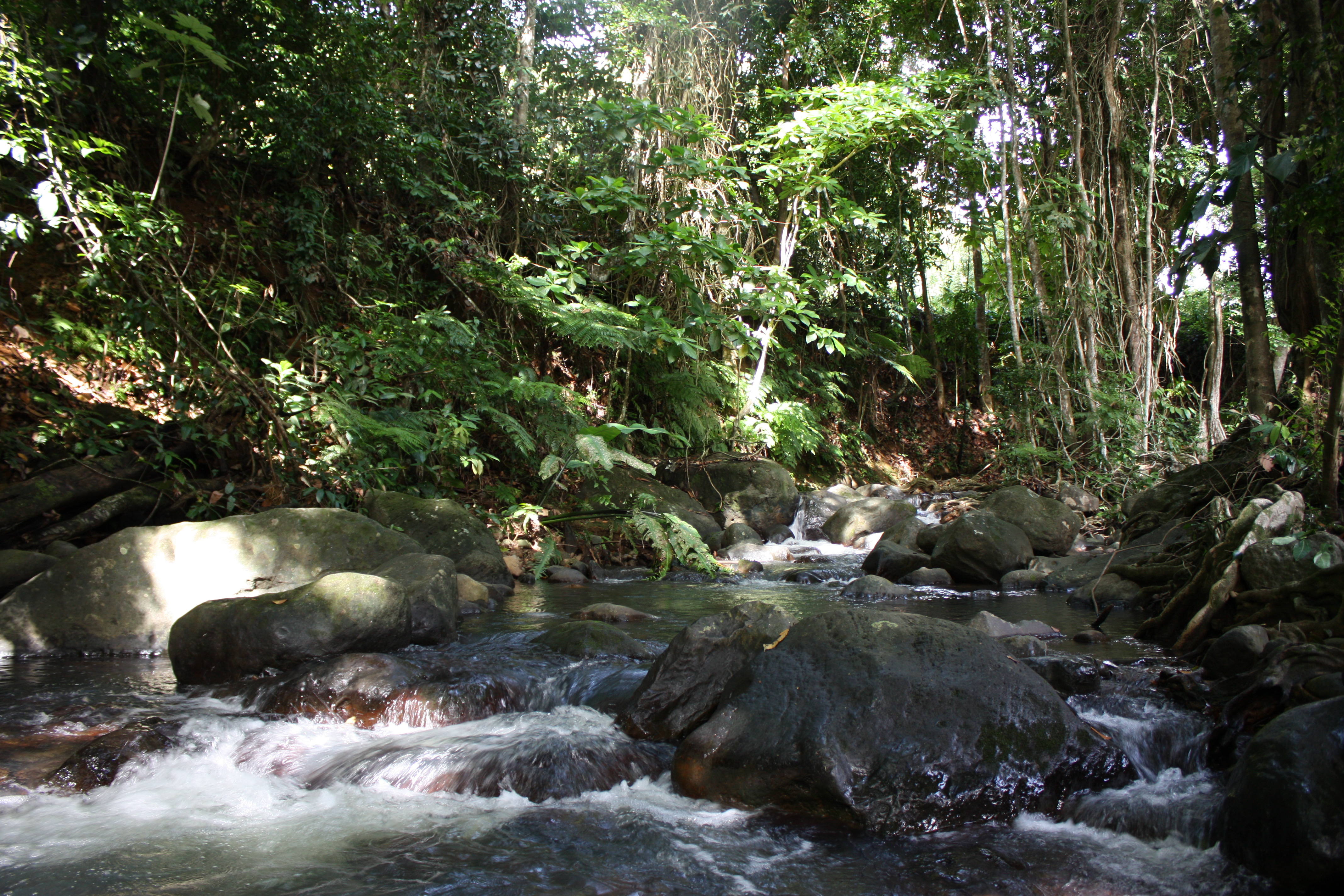
Brandy Rivier
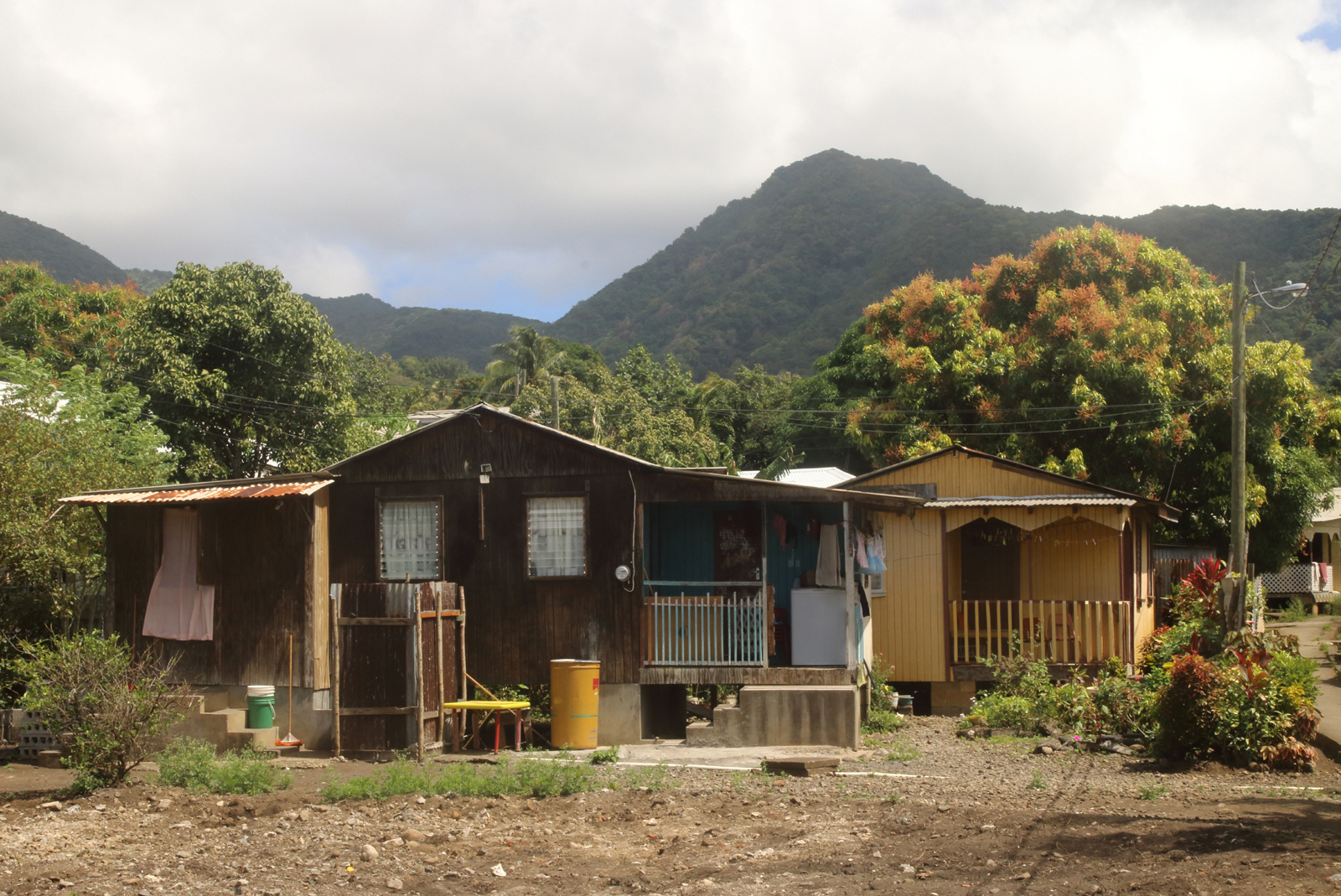
Huis in Portsmouth

Saint Andrew · Saint David · Saint George · Saint John · Saint Joseph · Saint Luke · Saint Mark · Saint Patrick · Saint Paul · Saint Peter